# شهر قهرمان
شهر قهرمان (به روسی: город-герой) از لقب‌های افتخاری شوروی است که به شهرهایی که در آن به هنگام جنگ آلمان و شوروی (جنگ جهانی دوم ۱۹۴۱ تا ۱۹۴۵) قهرمانی‌های زیادی برای دفاع از شهر و منطقه انجام شده اعطا می‌شد.
شهرهای قهرمان یک نشان لنین، یک نشان ستاره طلایی و از هیئت عامله شورای عالی اتحاد جماهیر شوروی گواهی عمل قهرمانانه دریافت می‌کردند. میل‌سنگی نیز به نشانه شهر قهرمان در این شهرها نصب شده‌است.
در روسیه امروزی لقب مشابهی به نام شهر پرافتخار جنگ به برخی از شهرهای روسیه اعطا می‌شود.

## نگارخانه

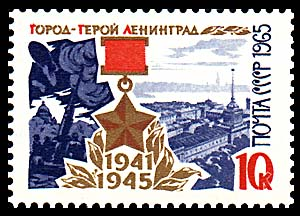
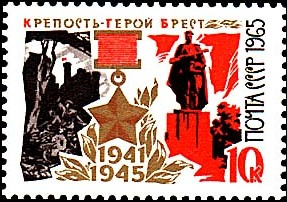
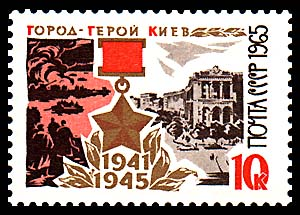
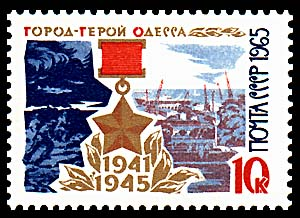
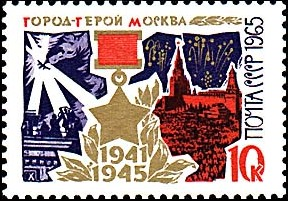
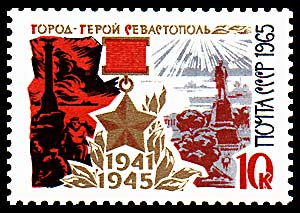
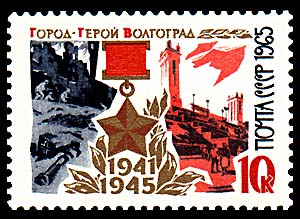